# ヤマギワ東京本店ビル
ヤマギワ東京本店ビル（ヤマギワとうきょうほんてんビル）は、東京都千代田区外神田4丁目にかつて存在した商業施設ビル。

## 概要
1966年から1968年にかけて、山際電気旧本店1～3号館を改築。
神田明神通りに面していた3号館ビルを解体して第1期工事がおこなわれ、第1期工事完成後に1号館ビルを解体し第2期工事がおこなわれ、2号館ビルと結合し1968年6月15日に全館オープンした。
2000年3月6日に石丸電気と業務提携を発表。石丸電気の子会社、ワイアンドアイ株式会社に出資し運営を移管した。
2000年3月6日から3月9日まで店舗改装のため休業し、2000年3月10日から営業を開始した。運営移管後の店舗サービス（ポイントカード、値引サービス）やシステムは、石丸電気と共通になった。
2005年3月21日に閉店し、4月1日から「東京都市計画事業秋葉原駅付近土地区画整理事業」による、東京都道補助324号線（神田明神通り）拡幅工事のため解体された。隣接していたマクドナルド、カンブンドー（文具店）と共に再開発され市川・カンブンドー・ヤマギワ共同ビルが建設された。